# Gisslantagningen
Gisslantagningen (danska: Gidseltagningen), är en dansk dramaserie från 2017.

## Handling

### Säsong 1 (2017)
Ett tåg i Köpenhamns tunnelbana tvärbromsar plötsligt och blir stående på rälsen. I en av vagnarna drar tre män fram automatvapen och tvingar sina 15 medpassagerare att ut ur vagnen och genom de underjordiska tunnlarna. Den danska säkerhetspolisens nyinrättade Terrorism Task Force (TTF) mobiliseras för hantera situationen. TTF leds av den före detta yrkessoldaten Philip Nørgaard (Johannes Lassen), som själv har varit tagen som gisslan i samband med sin utlandstjänstgöring.

### Säsong 2 (2019)
June al-Baqee (Yasmin Mahmoud), en soldat nyligen hemkommen från utlandstjänstgöring och som slagits mot Islamiska staten i Syrien, kidnappas. Det verkar dock bara vara den tidigare TTF-chefen Philip Nørgaard (Johannes Lassen) som tror att al-Baqee faktiskt är i fara. När Nørgaard får kaptenen på en färja mellan Danmark och Sverige att slå larm till polisen barrikaderar sig terroristerna på färjan med passagerarna, inklusive Nørgaard, som gisslan.

## Skådespelare (i urval)[3]
- Johannes Lassen –  Philip Nørgaard (säsong 1–2)
- Alexandre Willaume – S.P. (säsong 1–2)
- Jakob Oftebro – Alpha (säsong 1)
- Yasmin Mahmoud – June al-Baqee (säsong 2)
- Ola Rapace – Yousef (säsong 2)
- Paprika Steen – Naja Toft (säsong 1)
- Tommy Kenter – Leon (säsong 1)
- Jesper Hyldegaard – Aksel Bendix (säsong 1)
- Søren Pilmark –  Lars F. Bülow (säsong 2)
- Henning Jensen – Henning Nørgaard (säsong 1–2)
- Cecilie Stenspil – Anne Gornstein (säsong 1)
- Alba August – Marie (säsong 1)
- Helle Fagralid – Beate Seitsø (säsong 2)